# Escaflowne
Escaflowne är en biofilm från år 2000 baserad på en anime med ett liknande namn, The Vision of Escaflowne.